# Supersypnoides fraterna
Supersypnoides fraterna är en fjärilsart som beskrevs av Moore 1883. Supersypnoides fraterna ingår i släktet Supersypnoides och familjen nattflyn. Inga underarter finns listade i Catalogue of Life.